# مسابقة الأغنية الأوروبية 1993
مسابقة الأغنية الأوروبية 1993 هي النسخة ال39 من مسابقة الأغنية الأوروبية، أقيمت في ميلستريت، جمهورية أيرلندا، حصلت أيرلندا على المركز الأول بأغنية In Your Eyes.

## روابط خارجية
- الموقع الرسمي